# Albert Nasse
Albert F. Nasse, ameriški veslač, * 2. julij 1878, † 21. november 1910.
Nasse je z ameriškim četvercem brez krmarja osvojil zlato medaljo na Poletnih olimpijskih igrah 1904 v St. Louisu.